# Hugo Jaeggi

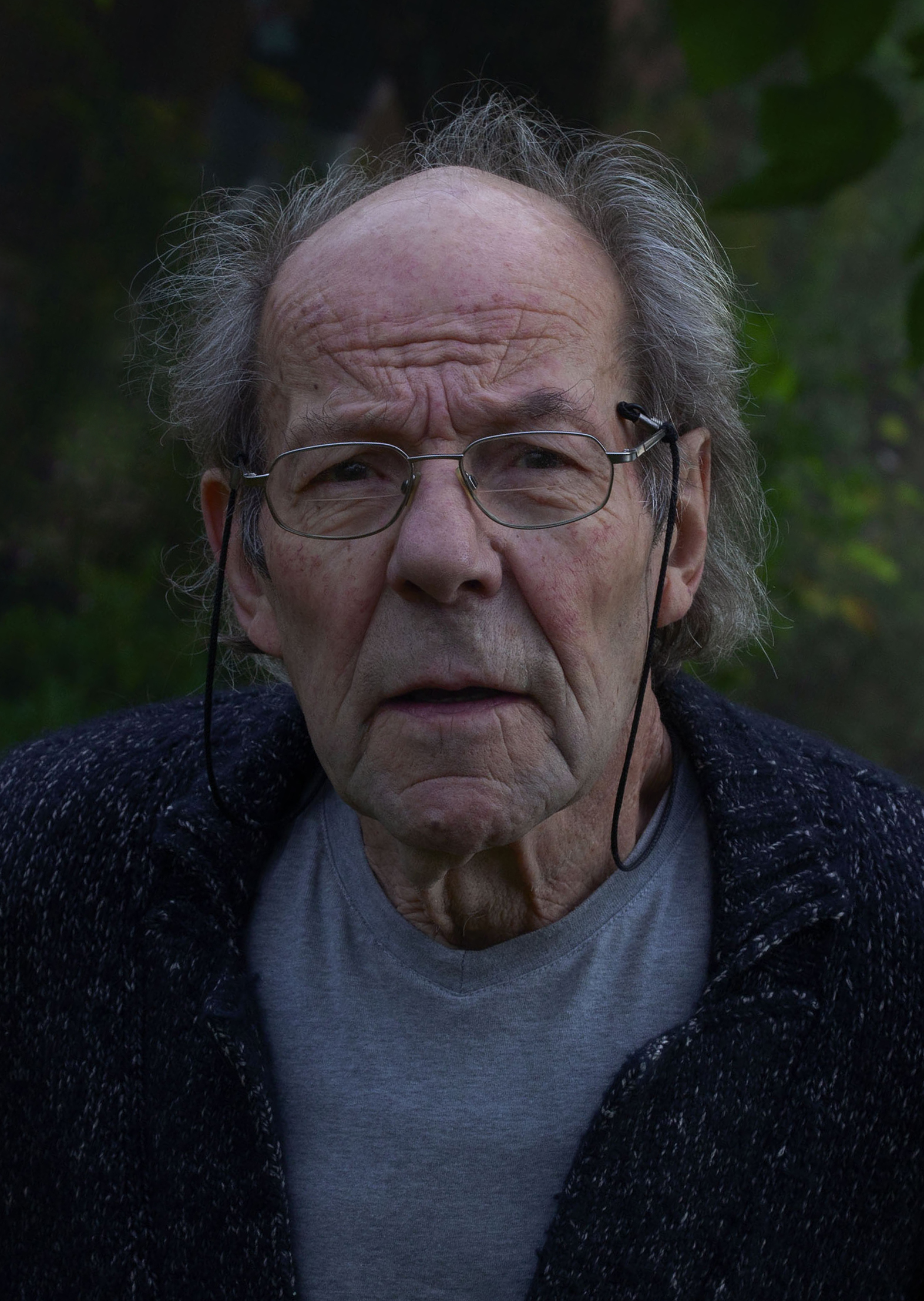
Hugo Jaeggi by Matthias Leupold, 2017

Hugo Josef Jaeggi (* 15. Mai 1936 in Solothurn; † 23. August 2018 in Burg im Leimental) war ein Schweizer Fotograf.

## Leben und Werk
Hugo Jaeggi absolvierte seine Berufslehre als Fotograf bei Ernst Räss von 1953–1956 in Solothurn, nachdem er das Gymnasium 1953 abgeschlossen hatte. In der Folgezeit von 1958–1959 war er als Kameramann für das Schweizer Fernsehen tätig. Die Meisterprüfung legte Hugo Jaeggi 1960 ab. Von diesem Zeitpunkt an führte er in Basel ein eigenes Fotogeschäft als freischaffender Fotograf bis 1974. Ab 1983 lebte und arbeitete er in Burg im Leimental (Kanton Basel-Landschaft). Jaeggi widmete sich konstant eigenen Fotoprojekten mit hohem künstlerischem Anspruch, insbesondere im Bereich des Porträts. Gemeinsame Reisen führten ihn – oft mit dem befreundeten Journalisten Peter Jaeggi – unter anderem nach Guatemala, Indien, Weissrussland und in afrikanische Länder. Diese Aufträge benutzte er stets dazu, um neben dem farbigen „Pflichtteil“ für die Medien eigene, ganz persönliche und meist schwarz-weiße Bilder zu realisieren. Während die Reportagefotos in vielen verschiedenen Printmedien erschienen, so auch im Magazin der Basler Zeitung, vervollständigte der Künstler kontinuierlich sein persönliches fotografisches Werk.
Jaeggi versuchte seine Erlebnisse und Träume in immer wieder neu komponierte Bilder zu fassen, die in das besondere Licht getaucht sind. Die klassischen Parameter der Gestaltung, eine durchdachte Komposition und Narration in mehreren Erzählebenen, blieben für ihn wesentliche Kriterien. Dabei benutzte er über sechs Jahrzehnte hinweg seine bewährte Kleinbild-Kamera Leica mit einem 35-mm-Objektiv.
„Hugo Jaeggi ist auch ein virtuoser Erzähler. Vor allem die Begegnung mit Menschen inspiriert ihn dazu, Lebensgeschichten und Schicksale aufzuzeichnen, Entwicklungen zu begleiten, Veränderungen zu beobachten und über diese Veränderungen nachzudenken,“ schrieb Peter Pfrunder, der Direktor der Fotostiftung Schweiz über Hugo Jaeggi (in: Peter Jaeggi und Peter Pfrunder (Hg.), «Hugo Jaeggi. Nahe am Menschen: Fotografien», Benteli, Bern). Die Fotostiftung Schweiz Winterthur archiviert über 600 Silbergelatineprints des Künstlers (Stand 2017).
Die Bildthemen Hugo Jaeggis umfassen: Porträt, Landschaft, Stillleben, Alltag, Industrie (Von Roll), Arbeit, mehrere Langzeitprojekte, humanitäre Themen u. a. in der Schweiz und in Europa: Belarus, Tschechien, Afrika: Tansania, Asien: Indien, Südamerika: Guatemala u. v. a.
Er unterrichtete an einer Steiner-Schule bis 2016. Ab 2006 wendete sich Hugo Jaeggi mit der Digitalkamera Veränderungen in nächster Umgebung zu, als er die Außergewöhnlichkeit natürlicher Verfallsprozesse in unmittelbarer Umgebung seines Hauses entdeckte.
Jaeggi starb 2018 im Alter von 82 Jahren an Krebs.

## Langzeitbeobachtungen/Bildfolgen (Auswahl)
- 1982: Peter G.
- 1986: Trudy R.
- 1999: Pina D.
- 1996: Christoph E.
- 2006: Genesis

## Einzelausstellungen (Auswahl)
- 1956: «Mensch und Leben», Fuchsenhöhle, Solothurn
- 1981: Work Gallery, Zürich
- 1982 und 1988: Galerie Photo Art, Basel
- 1983: Galerie Jutta Rössler, Stuttgart
- 1983: «Künstlersymposium», Ausstellungsraum Basler Künstler, Basel
- 1984: «Widerschatten und die andere Seite des Spiegels», Forum Stadtpark, Graz
- 1985: «Retrospektive 1954-1984» Kreissparkasse, Reutlingen, Deutschland 1985
- 1985: Photoforum PasquArt, Biel/Bienne
- 1986: «Hugo Jaeggi. Fotografien», Kunstmuseum Solothurn
- 1987: Centre d’Action Culturelle, Mulhouse, Frankreich
- 1991: Kornhauskeller, Bern
- 1996: «Bena Bai. Die Lepra hat ein Gesicht», Kunstmuseum Olten
- 1997: «Lieber Hugo, mir geht es gut», Kulturforum, Laufen BL
- 1997: «Lichtzeichen», Universität, Basel
- 1999: Festival International du Film, Fribourg
- 1998: «Die Hoffnung stirbt zuletzt – Belarus im Jahre zwölf nach Tschernobyl», mit Sergej Bruschko, Wanderausstellung, Kantonales Kulturzentrum Palais Besenval, Solothurn
- 2002: «Christoph Eggli, ein Schweizer Sozialflüchtling»
- 2004: «Gesichter», Ausstellungsraum Klingental, Basel
- 2009/10: «Die andere Seite des Spiegels», Fotogalerie Schneider-Henn, Wasserburg
- 2012: «Sélection», Kulturforum, Laufen
- 2013: «Zwischenwelten», BelleVue, Basel 2013
- 2016: «Fotografien 1953-2016», Fotostiftung Schweiz, Winterthur
- 2017: Galerie Argus Fotokunst, Berlin
- 2019: «Hugo Jaeggi-Fotografie», Philosophicum, Basel

## Gruppenausstellungen (Auswahl)
- 1981: «Arbeitende Schweiz», SBG-Galerie, Pavillon Werd, Zürich
- 1982: «Sehweisen», Work Gallery, Zürich
- 1984: «Unbekannte Schweiz», SBG-Galerie, Pavillon Werd, Zürich
- 1984: «Nachdenken über 1984», Kunstmuseum, Solothurn
- 1987: «Frauen sehen Männer, Männer sehen Frauen», Kunstmuseum, Solothurn
- 1988: «Portraitkunst», Kulturhaus Palazzo, Liestal
- 1990: «Fremd», Palais Besenval, Olten
- 1990: «Wichtige Bilder. Fotografie in der Schweiz», Museum für Gestaltung, Zürich
- 1993: «Drei Städte, sieben Fotografen», Okresni Muzeum, Kladno, Tschechien
- 1993: «3 Städte, 7 Fotografen», Photoforum PasquArt, Biel
- 1996: «Im Kunstlicht. Photographie im 20. Jahrhundert», Kunsthaus, Zürich
- 1997: «Weltenblicke. Reportagefotografie und ihre Medien», Fotomuseum, Winterthur
- 1998: «Über Sicht. Fotoförderung im Kanton Solothurn seit 1973», Palais Besenval, Solothurn
- 2000: «Projekt Totentanz. Werden/Sein/Vergehen», Palais Besenval, Solothurn
- 2003: «Solothurn im Sucher», Kunstmuseum, Solothurn
- 2003: «Nu», Photoforum PasquArt, Biel
- 2006: «Vergessen & verkannt. Sieben Positionen aus der Sammlung der Fotostiftung Schweiz», Fotostiftung Schweiz, Winterthur
- 2010: «FastNacht: Dämmerung und Dunkelheit», Fotogalerie Karin Schneider-Henn, Wasserburg am Inn D
- 2011: «Die Zeit in der Zeit», Fotogalerie Karin Schneider-Henn, Wasserburg am Inn D
- 2011: «Fotografie der Gegenwart am Jurasüdfuss», Historisches Museum, Olten
- 2012/13 «Anita Neugebauer: Photo Art Basel», Das Verborgene Museum, Berlin

## Preise
- 1956: Erster Preis Wettbewerb Schweizerischer Photographenverband
- 1984: Anerkennungspreis SBG
- 1984: Werkpreis des Kuratoriums für Kulturförderung des Kanton Solothurn
- 1989: Fotopreis des Kantons Bern
- 1987: Erster Preis Fotowettbewerb des Kuratorium für Kulturförderung des Kantons Solothurn
- 1989: Fotopreis des Kantons Bern
- 1990: Erster Preis Fotowettbewerb des Kuratorium für Kulturförderung des Kantons Solothurn
- 1994: Preis des Fotoforums PasquArt Biel
- 1998: Kunst- und Kulturpreis des Kantons Solothurn

## Einzelpublikation (Bildbände)
- 1980: «Grün 80», Friedrich Reinhardt, Basel
- 1984: «Les très riches heures», DU 518, April
- 1985: «Neue Schweizer Photographen», DU 534, August
- 1986: «Hugo Jaeggi. Fotografien» (Kat., Text Urs Stahel), Kunstmuseum, Solothurn
- 1994: Peter Jaeggi, «Menschen in der Tela – Gesichter und Geschichten aus der Fabrik», Aarcadia-Verlag, Solothurn
- 1997: «Energie bewegt Menschen. 100 Jahre Elektra Birseck», Infel, Zürich
- 1998: Peter Jaeggi (Hg.), «Die Hoffnung stirbt zuletzt – Belarus im Jahre zwölf nach Tschernobyl» (mit Sergej Bruschko), AT Verlag, Aarau
- 2006: Peter Jaeggi und Peter Pfrunder (Hg.), «Hugo Jaeggi. Nahe am Menschen: Fotografien», Benteli, Bern
- 2016: «Fotografien 1953–2016» (Kat.), Fotostiftung Schweiz, Winterthur

## Sammelpublikationen (Auswahl)
- 1981: «Almanach '81. Foto und Film im Kanton Solothurn. Eine Bestandesaufnahme», Erziehungsdepartement des Kantons Solothurn, Solothurn
- 1990: «Wichtige Bilder. Fotografie in der Schweiz», Der Alltag, Zürich
- 1994: «Über Sicht. Fotoförderung im Kanton Solothurn seit 1973» (Dok.), Palais Besenval, Solothurn
- 1996: «Im Kunstlicht. Photographie im 20. Jahrhundert» (Kat.), Kunsthaus, Zürich
- 1997: «Weltenblick. Reportagefotografie und ihre Medien» (Kat.), Offizin, Zürich
- 1999: «Wenn Leben zu Ende geht», Pädagogisch-Theologisches Institut der Evangelischen Kirche im Rheinland, Bad Godesberg
- 2006: «Vergessen & verkannt. Sieben Positionen aus der Sammlung der Fotostiftung Schweiz» (Kat.), Limmat, Zürich
- 2007: «Blumen für Anita: Anita Neugebauer und die Galerie Photo Art Basel», Schwabe, Basel
- 2011: «Fotografie der Gegenwart am Jurasüdfuss» (Kat.), Historisches Museum, Olten
- 2012: «A Window to the World. From Dürer to Mondrian and Beyond», Skira, Mailand